# エンディ・チャベス
エンディ・デヘスス・チャベス（Endy DeJesus Chávez, 1978年2月7日 - ）は、ベネズエラのカラボボ州バレンシア出身のプロ野球選手（外野手）。左投左打。現在はメキシカンリーグのプエブラ・パロッツに所属。

## 経歴

### メッツ傘下時代
1996年4月29日にニューヨーク・メッツと契約したチャベスはドミニカのサマーリーグでプロとしてのキャリアをスタートさせる。この年は48試合に出場し打率.354であった。
1997年はルーキーリーグのアパラチアンリーグ、キングスポート・メッツでプレー。
2000年にはアドバンストAで111試合に出場し打率.298、38盗塁の好成績を残す。オフの12月11日にルール5ドラフトでカンザスシティ・ロイヤルズに指名され、移籍することとなる。
2001年シーズン開幕直前の3月20日にロースターを外れることになり、メッツへ返却される。

### ロイヤルズ時代
2001年3月20日にマイナー一選手とのトレードで再度獲得した。このシーズンはAAで打率.298と好調であったため、5月29日にメジャーに初昇格する。しかし打率.208と壁に当たってしまい、AAAに降格される。ここでは打率.337を記録した。

### メッツ復帰
2001年オフの12月20日にはウェーバー公示され、デトロイト・タイガースに移籍。
2002年2月1日に再度ウェーバーにかけられ、メッツに移籍した。

### エクスポズ・ナショナルズ時代
2002年2月22日にまたしてもウェーバーにかけられモントリオール・エクスポズへと移籍することとなった。開幕はAAA級オタワでむかえたが5月7日にメジャーに昇格、だが打率.194と打撃不振のため5月25日に降格。再昇格はセプテンバー・コールアップまで機会はなかった。AAAのインターナショナルリーグでは103試合に出場し打率.343、21盗塁と活躍し、オールスターにも選出された。9月3日に再昇格後は打撃が好調で9月21日にはメジャー初本塁打を放った。最終的な打率は.296まで上げてシーズンを終えた。守備面では35試合の出場にもかかわらず7補殺と強肩ぶりをみせた。
2003年、2004年は打撃面では特筆すべき点はなかったが、それぞれ9補殺、2004年には32盗塁も記録した。
2005年はホセ・ギーエンの加入やライアン・チャーチの台頭などで開幕をAAA級でむかえる。5月3日に昇格したが7試合の出場機会しか与えられず、クラウディオ・バーガスが故障者リストから復帰した11日には降格されるなど、構想外となっていた。

### フィリーズ時代
2005年5月14日にマーロン・バードとのトレードでフィラデルフィア・フィリーズへ移籍する。しかし移籍したフィリーズにもケニー・ロフトン、ボビー・アブレイユ、パット・バレルといった強いレギュラー陣がいたため、ジェイソン・マイケルズと共に控えに甘んじ、先発出場は10試合にとどまった。オフの12月21日にFAとなった。

### メッツ復帰
2005年12月22日にメッツとマイナー契約を結んだ。3度目のメッツ傘下入りとなった。
2006年開幕前の3月に第1回WBCのベネズエラ代表に選出された。シーズンでは開幕を控えの外野手としてむかえるが、クリフ・フロイドの故障やゼイビア・ネイディのトレードなどで出場機会が増え、133試合に出場する。規定打席には届かなかったものの打率.306を記録。外野の全ポジションを守り無失策、9補殺と、チームのナ・リーグ東地区優勝に貢献する。ロサンゼルス・ドジャースとのディビジョンシリーズでは全3試合に出場し打率.375を記録、チームは3勝0敗でドジャースを下した。

#### “ザ・キャッチ”

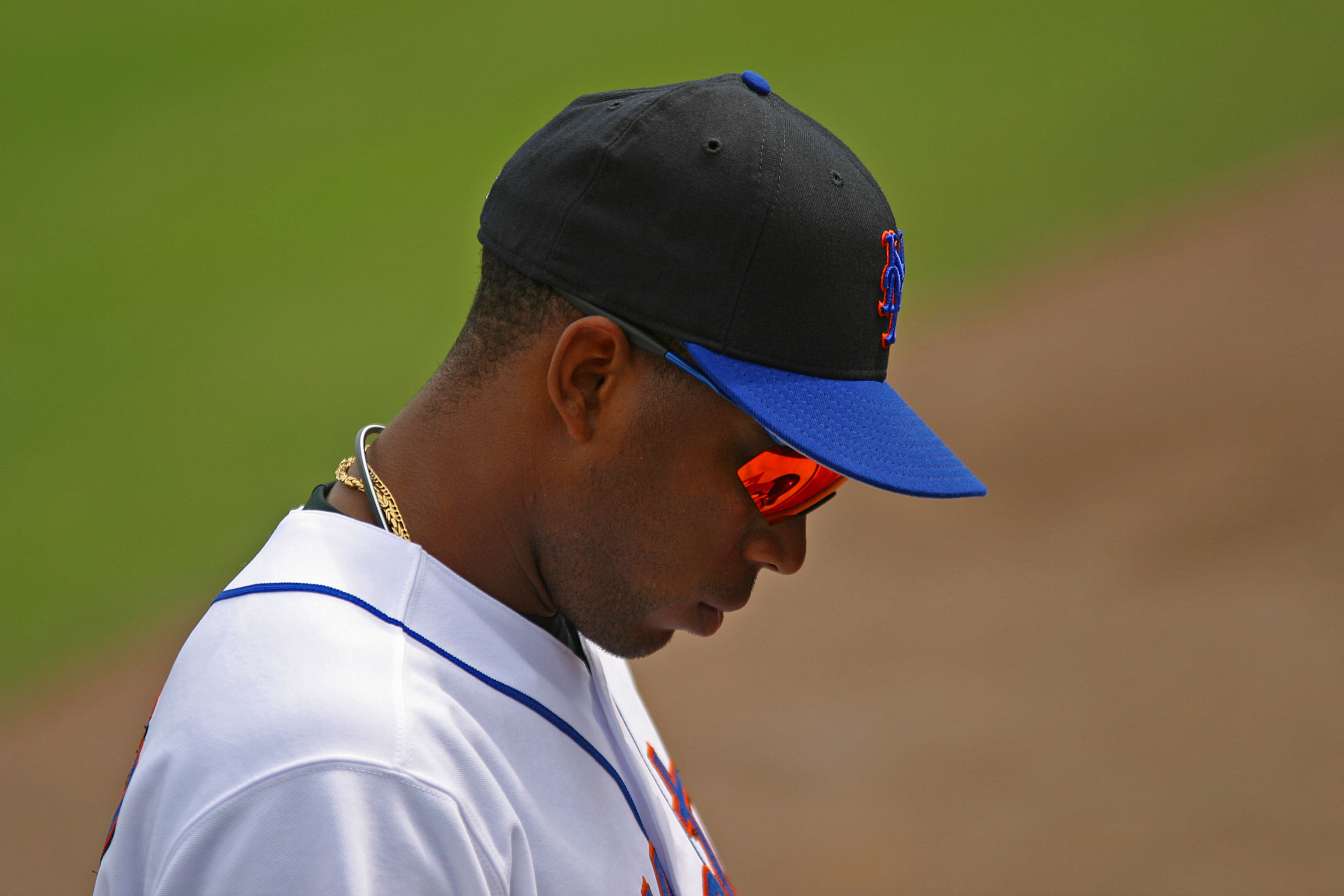
2007年

2006年、セントルイス・カージナルスとのリーグチャンピオンシップシリーズは、2勝3敗と王手をかけられた状態で本拠地シェイ・スタジアムに戻ってきた。第6戦は5人の投手の継投で勝利をおさめ、3勝3敗で第7戦をむかえる事となった。オリバー・ペレスとジェフ・スーパンの先発ではじまったこの試合は1対1の緊迫した展開で6回をむかえた。ペレスがジム・エドモンズを四球で出した後、スコット・ローレンが大飛球を放った。明らかに本塁打になると思われた打球を、左翼を守っていたチャベスはジャンプしてキャッチした（動画）。最終的に試合はヤディアー・モリーナが9回に2ラン本塁打を打ち負けたが、チャベスいわく「捕れる可能性は10%くらいしかないと思った」ほどの好プレーで、プレーオフ史上に残る大プレーとなった。

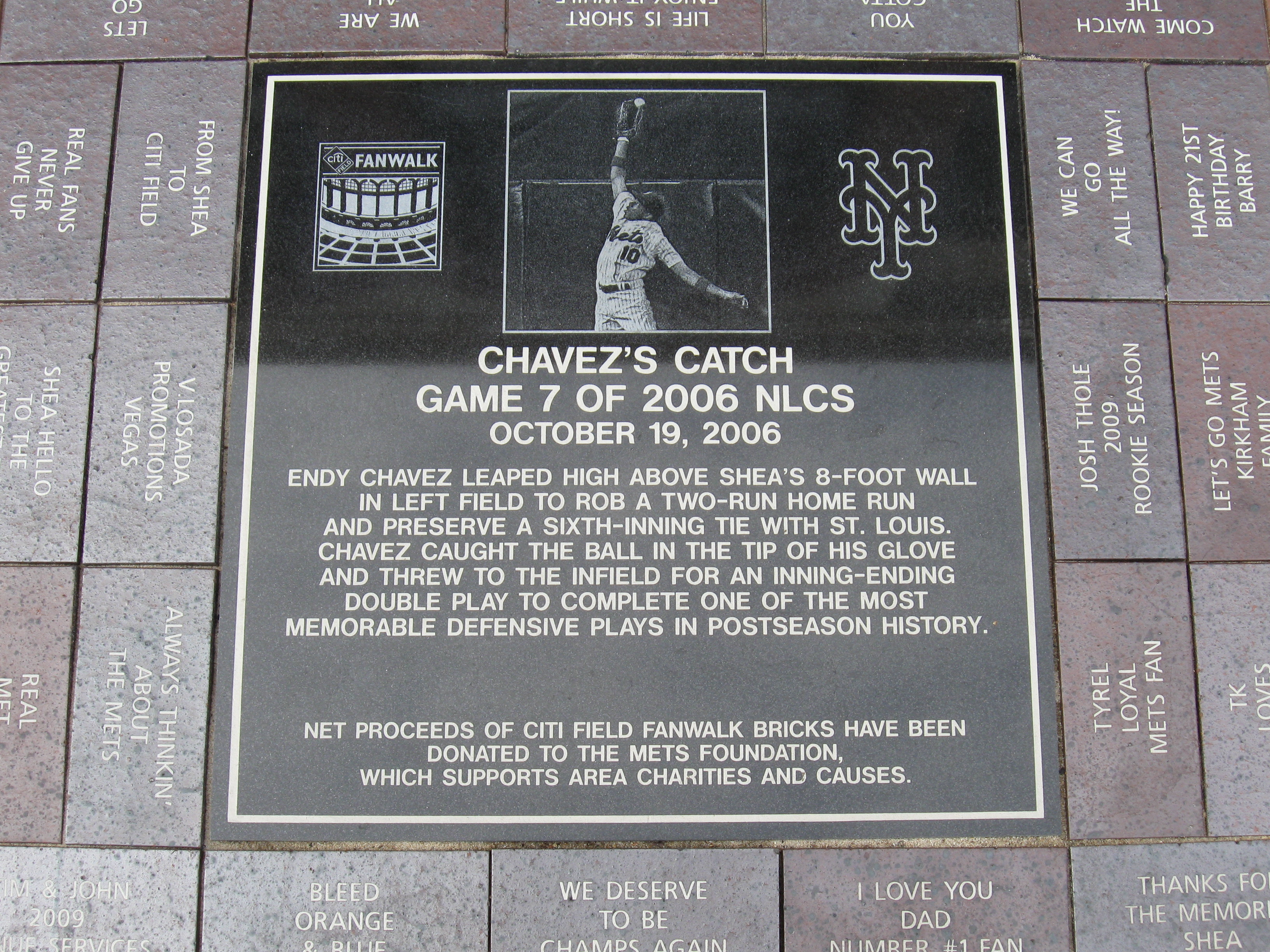

2007年もサブメンバーとして開幕を迎えたが、ハムストリングの故障で2か月半も故障者リスト入りするなど、71試合の出場にとどまった。12月にはウィンターリーグで足首とハムストリングを同時に怪我してしまったが、スプリング・トレーニングには間に合う見通しである。
2008年1月22日にメッツと総額4,475,000ドルの2年契約で合意した。

### メッツ退団後
2008年12月10日にメッツ、シアトル・マリナーズ、クリーブランド・インディアンスの間で計12選手が移籍する三角トレードが成立し、アーロン・ハイルマン、ジェイソン・バルガスら計6選手と共にマリナーズへ移籍した。

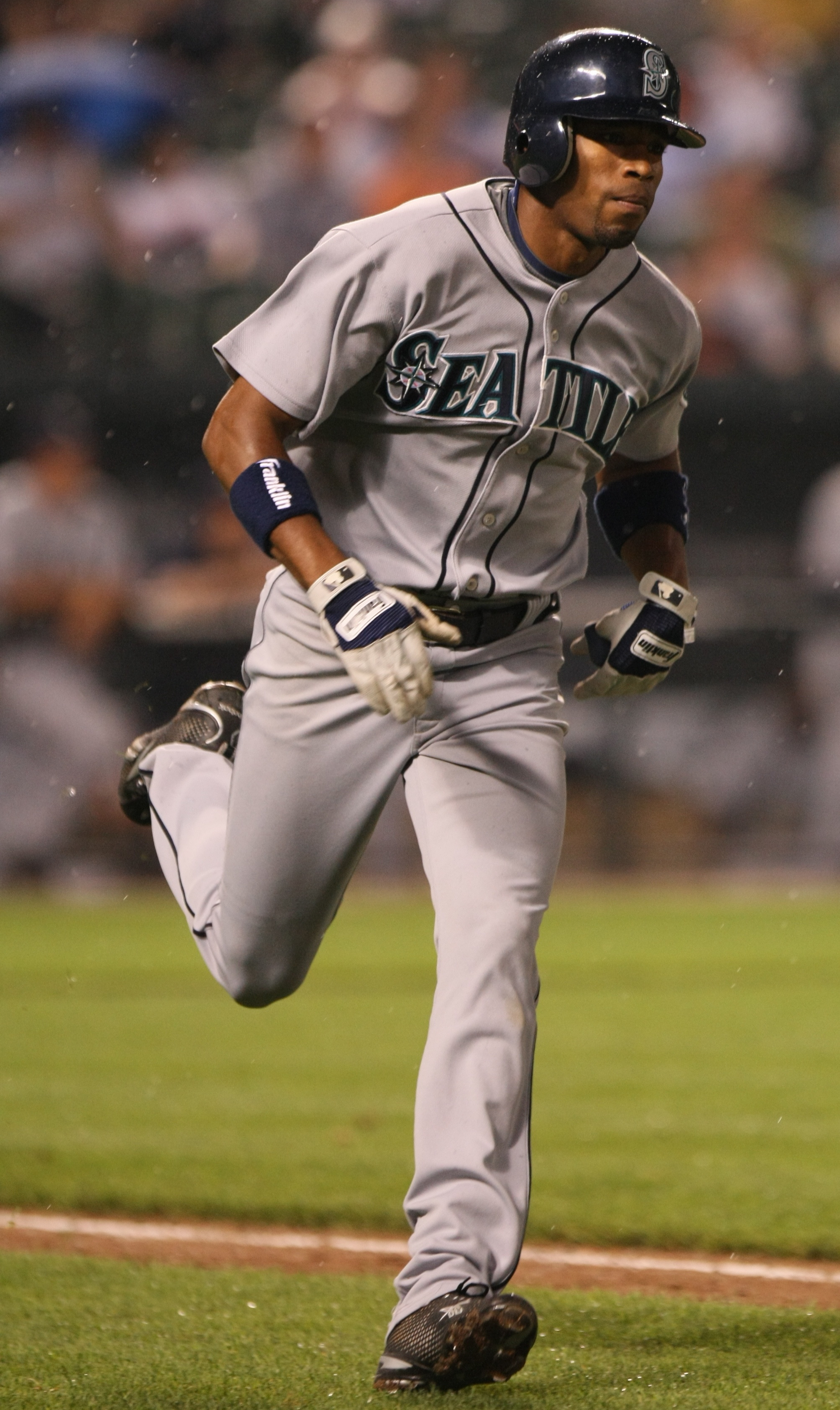
マリナーズ時代

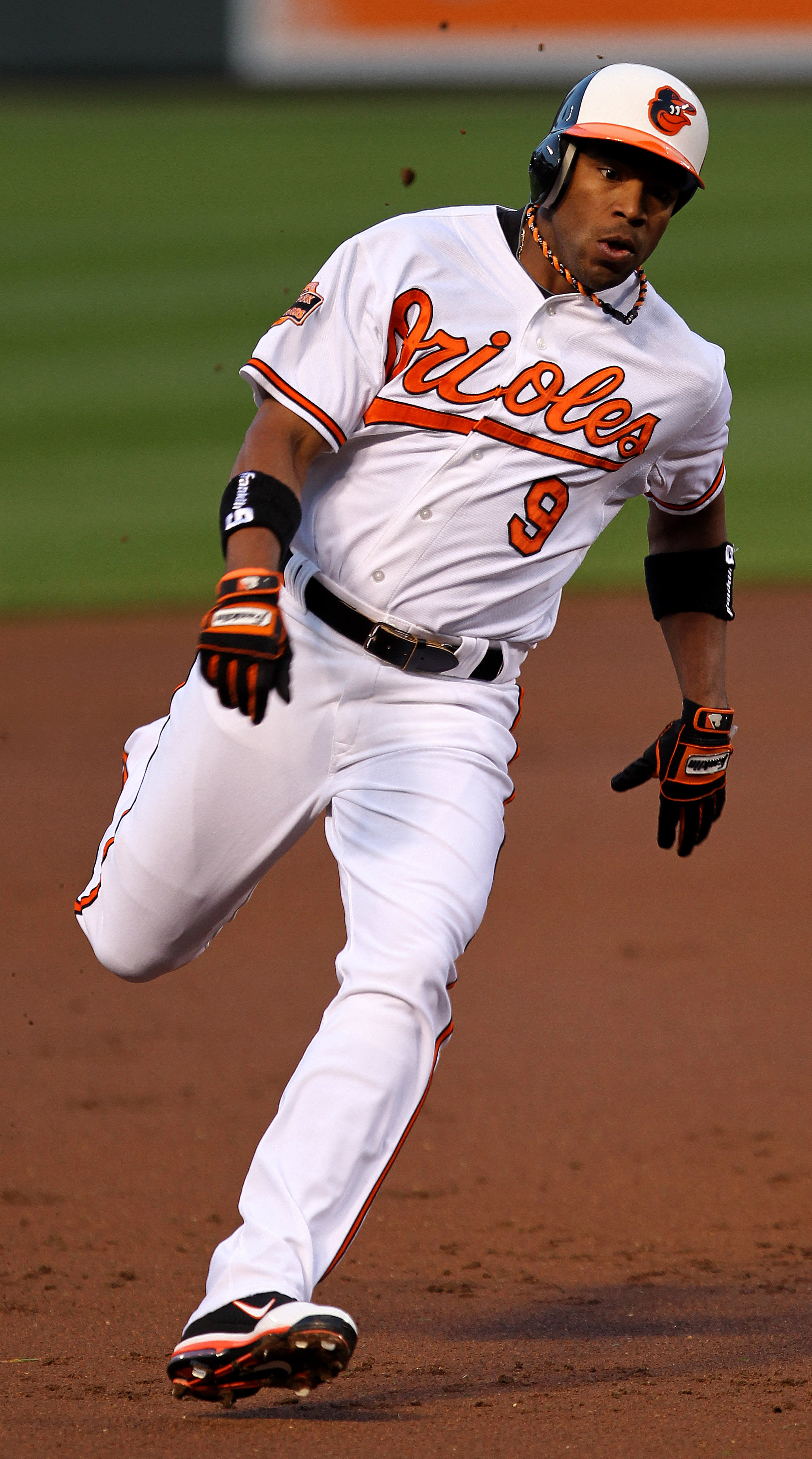
ボルチモア・オリオールズ時代
(2012年4月24日)

2009年開幕前の3月に第2回WBCのベネズエラ代表に選出され、2大会連続2度目の選出を果たした。シーズンでは開幕をメジャーで迎え、シーズン序盤胃潰瘍で故障者リスト入りしていたイチローが復帰するまでは1番打者として活躍。イチロー復帰後も下位打線や代走要員として活躍していたが、6月19日のアリゾナ・ダイヤモンドバックス戦でレフトの守備に入った際にフェリペ・ロペスの放った飛球を追ってショートのユニエスキー・ベタンコートと交錯。右膝十字靱帯断裂の大怪我を負った。
2010年2月15日、テキサス・レンジャーズとマイナー契約を結んだ。同年は、前年の負傷の影響で出場は無かった。11月6日にFAとなったが、12月18日に再契約した。
2011年はスーパー・サブとして復活を遂げ、打率.301を記録するなど2年連続リーグ優勝に貢献した。10月30日にFAとなった。12月18日、ボルチモア・オリオールズと1年契約を結ぶ。
2012年10月29日にFAとなった。12月31日に古巣ロイヤルズとマイナー契約を結んだ。
2013年3月22日に放出された。3月24日に古巣・マリナーズと契約。10月31日にFAとなった。
2014年1月23日にマリナーズとマイナー契約で再契約したが、3月25日に放出された。3月26日に契約内容を変更し、マリナーズとマイナー契約で再契約した。開幕後はAAA級タコマ・レイニアーズで37試合に出場し、5月30日にマリナーズとメジャー契約を結んだ。
2015年3月31日に解雇となる。

### マリナーズ退団後
2016年3月8日に独立リーグ・アトランティックリーグのブリッジポート・ブルーフィッシュと契約。

## 詳細情報

### 年度別打撃成績
| 年 度     | 球 団     | 試 合 | 打 席 | 打 数 | 得 点 | 安 打 | 二 塁 打 | 三 塁 打 | 本 塁 打 | 塁 打 | 打 点 | 盗 塁 | 盗 塁 死 | 犠 打 | 犠 飛 | 四 球 | 敬 遠 | 死 球 | 三 振 | 併 殺 打 | 打 率 | 出 塁 率 | 長 打 率 | O P S |
| --------- | --------- | ----- | ----- | ----- | ----- | ----- | -------- | -------- | -------- | ----- | ----- | ----- | -------- | ----- | ----- | ----- | ----- | ----- | ----- | -------- | ----- | -------- | -------- | ----- |
| 2001      | KC        | 29    | 80    | 77    | 4     | 16    | 2        | 0        | 0        | 18    | 5     | 0     | 2        | 0     | 0     | 3     | 0     | 0     | 8     | 3        | .208  | .238     | .234     | .472  |
| 2002      | MON WSH   | 36    | 138   | 125   | 20    | 37    | 8        | 5        | 1        | 58    | 9     | 3     | 5        | 7     | 1     | 5     | 0     | 0     | 16    | 0        | .296  | .321     | .464     | .785  |
| 2003      | MON WSH   | 141   | 526   | 483   | 66    | 121   | 25       | 5        | 5        | 171   | 47    | 18    | 7        | 9     | 3     | 31    | 3     | 0     | 59    | 7        | .251  | .294     | .354     | .648  |
| 2004      | MON WSH   | 132   | 547   | 502   | 65    | 139   | 20       | 6        | 5        | 186   | 34    | 32    | 7        | 12    | 2     | 30    | 0     | 1     | 40    | 6        | .277  | .318     | .371     | .689  |
| 2005      | MON WSH   | 7     | 12    | 9     | 2     | 2     | 1        | 0        | 0        | 3     | 1     | 0     | 1        | 0     | 0     | 3     | 0     | 0     | 1     | 1        | .222  | .417     | .333     | .750  |
| 2005      | PHI       | 91    | 118   | 107   | 17    | 23    | 3        | 3        | 0        | 32    | 10    | 2     | 1        | 7     | 0     | 4     | 0     | 0     | 13    | 2        | .215  | .243     | .299     | .542  |
| '05計     | PHI       | 98    | 130   | 116   | 19    | 25    | 4        | 3        | 0        | 35    | 11    | 2     | 2        | 7     | 0     | 7     | 0     | 0     | 14    | 3        | .216  | .260     | .302     | .562  |
| 2006      | NYM       | 133   | 390   | 353   | 48    | 108   | 22       | 5        | 4        | 152   | 42    | 12    | 3        | 11    | 2     | 24    | 3     | 0     | 44    | 7        | .306  | .348     | .431     | .779  |
| 2007      | NYM       | 71    | 165   | 150   | 20    | 43    | 7        | 2        | 1        | 57    | 17    | 5     | 2        | 5     | 1     | 9     | 0     | 0     | 16    | 5        | .287  | .325     | .380     | .705  |
| 2008      | NYM       | 133   | 298   | 270   | 30    | 72    | 10       | 2        | 1        | 89    | 12    | 6     | 1        | 9     | 2     | 17    | 3     | 0     | 22    | 6        | .267  | .308     | .330     | .638  |
| 2009      | SEA       | 54    | 182   | 161   | 17    | 44    | 3        | 1        | 2        | 55    | 13    | 9     | 1        | 5     | 2     | 14    | 1     | 0     | 22    | 4        | .273  | .328     | .342     | .669  |
| 2011      | TEX       | 83    | 274   | 256   | 37    | 77    | 11       | 3        | 5        | 109   | 27    | 10    | 5        | 5     | 3     | 10    | 0     | 0     | 30    | 7        | .301  | .323     | .426     | .749  |
| 2012      | BAL       | 64    | 169   | 158   | 15    | 32    | 6        | 0        | 2        | 44    | 12    | 3     | 2        | 4     | 0     | 6     | 1     | 1     | 24    | 2        | .203  | .236     | .278     | .515  |
| 2013      | SEA       | 97    | 279   | 266   | 22    | 71    | 10       | 0        | 2        | 87    | 14    | 1     | 3        | 3     | 1     | 9     | 1     | 0     | 31    | 9        | .267  | .290     | .327     | .617  |
| 2014      | SEA       | 80    | 258   | 232   | 22    | 64    | 12       | 2        | 2        | 86    | 23    | 5     | 2        | 9     | 2     | 15    | 0     | 0     | 30    | 2        | .276  | .317     | .371     | .688  |
| MLB：13年 | MLB：13年 | 1151  | 3436  | 3149  | 385   | 849   | 140      | 34       | 30       | 1147  | 266   | 106   | 42       | 86    | 19    | 180   | 12    | 2     | 356   | 61       | .270  | .308     | .364     | .672  |

- 2017年度シーズン終了時
- MON（モントリオール・エクスポズ）は、2005年にWSH（ワシントン・ナショナルズ）に球団名を変更

### 代表歴
- 2006 ワールド・ベースボール・クラシック・ベネズエラ代表
- 2009 ワールド・ベースボール・クラシック・ベネズエラ代表